# Konekesko
Konekesko Oy var ett finländskt företag som sålde lantbruksfordon, 
bygg- och materialhanteringsmaskiner samt jordbruksmaskiner. Företaget var en del av Maatalouskesko, som ingick i Kesko-koncernen. 
Konekesko hade dotterboltag i Estland, Lettland och Litauen, och omsättningen år 2010 var 287 miljoner euro.
Konekesko ägde tidigare den finländska motorbåtstillverkaren Yanmarin i Reso. Detta företag såldes 2017 till Yamaha Motor Europe.
Kesko sålde 2019 Konekesko till Danish Agro Group.